# علاءالدین الشافعی
علاءالدین الشافعی (انگلیسی: Alaa El-Din El-Shafei؛ زادهٔ ۱۸ مهٔ ۱۹۵۰) بازیکن واترپلو اهل مصر بود.